# 濡須口の戦い
濡須口の戦い（じゅしゅこうのたたかい）は、中国後漢末期に、長江と淮河の間に位置している巣湖一帯を巡って孫権と曹操の間で行われた戦い。濡須口は九江郡合肥にある巣湖の南岸に位置している。この巣湖は長江支流の一つから突き出たような位置に存在していて、湖と長江を繋ぐ支流は濡須水と呼ばれており、その濡須水の河口部を濡須口と呼んでいる。孫権勢力にとって濡須は、曹操勢力との揚州方面での最前線に位置しており、国防の一大拠点であった。また、同じ巣湖の北岸には魏の重要拠点である合肥城があり、ここを攻略する上でも濡須口は重要な意味を持っていた。

## 第一次戦役（212年 - 213年）
212年10月、前年に馬超以下関中の軍閥を破った漢の曹操は、自ら孫権征討の陣頭指揮を執った。馬超を倒した以上、曹操は西部にまわす兵力をある程度減らす事も出来、さらに関中以西の動員力をある程度掌握していたはずで、この時曹操が指揮を執っていた軍は、赤壁の戦い以上の大軍であった可能性もある。
同年、曹操が来侵しようとしていると聞き、呂蒙は濡須口に濡須塢を作った。213年正月、曹操は40万の大軍を率いて濡須口に進め、孫権の長江西岸の陣を攻撃して打ち破り部将の公孫陽を捕らえるなどしたが決定打には欠いた。孫権も自ら防衛の指揮を執ったが、孫瑜はこれを諫めている。董襲の乗艦が夜間の突風で横転、転覆し、董襲は死亡した。この時董襲は部下に下船するように説得されたが、将軍としての責務を説き最後まで艦の復帰を図った。
曹操は夜中出撃し中洲に上陸したが、孫権は水軍の指揮を執り中洲にいる曹操を包囲、3000人を捕虜にし、溺れ死んだ敵兵も数千に上った。孫権は積極的に戦いを挑もうとしたが、曹操が出撃してこないのを見て大船に乗って来て軍を観、曹操は弓弩を乱発させた。箭はその船に著しく、船が偏えが重くなって顛覆しそうになると孫権は船を迴らせ、逆舷にも敵の矢を浴び、艦の均衡を保った。孫権が帰還して楽隊に盛大に音楽を鳴らさせた。曹操は孫権の布陣に少しの乱れも無いことに感嘆し、「息子を持つなら孫権のような息子がいい」と周囲に語ったという。
呂蒙は奇策を度々行い、献策で予め構築しておいた濡須塢が功を奏して曹操は川を下って軍を進める事ができず、曹操は一月余り対峙したあと撤退した。
戦い後、曹操は蔣済の意見に従わなかったため、長江・淮水のあたりに住む10余万の人々はみな慌てて孫権側へ逃げ込んだ。

## 第二次戦役（214年 - 215年）
214年、孫権は電撃的に皖城を落した。7月、曹操は参軍傅幹の諫言を受け入れず、荀攸を軍師に任命し、孫権の侵攻に報復として、再び自ら10余万の軍勢の指揮を執り、長江濡須を侵攻した。しかし、荀攸・邴原などが出征の途上で病死し、華歆を後任の軍師とした。
曹操は1月余り対峙したあと、孫権は甘寧に3000人を預けて前部督とし、夜陰に乗じての奇襲を指示。甘寧は100人の決死隊を選び夜襲を決行し、これにより曹操軍は混乱を来した。その後も攻防が続いたが曹操軍は濡須塢を攻め落れず撤退した。

## 第三次戦役（216年 - 217年）
216年10月、曹操は自ら指揮を執って孫権征討に赴いた。11月、譙に到着した。曹操は軍を率いて対峙する一方で、山越族に反乱を起こさせるなどの政治工作も行った。
217年正月、曹操軍は居巣に到着したが、疫病が流行し士卒が相次いで死去した。司馬朗は自ら巡視して、兵士達に薬を与えていたが、自分は飲まなかったために病死した。曹操軍は郝渓に駐屯すると、濡須水域を攻め、同時に横江陸岸に進軍を試みた。孫権は呂蒙と蔣欽を諸軍節度に任命し、2人と共に全軍の指揮を執っていた。孫権は濡須の防衛の為に、濡須塢の前方に城を築き始めた。2月、曹操は攻撃を開始し、張遼や臧覇諸将などを先鋒として築城部隊を強攻した。これにより建設中の孫権軍の城は撃破され孫権軍は後退した。しかしその後大雨により水位が上がり、水上から孫権軍が再度進撃してきたため張遼は撤退を考えた。これにたいし臧覇は曹操が自分たちを見捨てる事はないから独断で後退するのではなく命令を待つべきだと反対した。果たして次の日に後退命令があった。
山越出身の丹陽の費桟と鄱陽の尤突が曹操の求めに応じそれぞれ反乱を起こし、陵陽・始安・涇もそれに呼応した。孫権は賀斉・陸遜らに命じてに反乱を平定させた。降伏者の中から8000人の精鋭を募り、また、会稽・鄱陽・丹陽で山越者の中から募兵を行い、精兵を数万人得た。賀斉と陸遜はこれらの兵力を従え横江の近くに戻り曹操軍を迎撃した。徐盛らは水上から曹操軍を攻撃しようとしたが強風によって流され、自分の蒙衝は曹操軍の陣の岸の下に漂着した。この時徐盛以外の武将は船内に残ったが、徐盛のみが兵を率い上陸して突撃した。徐盛の突撃は曹操の大軍を討ち取ると、敵軍が大混乱に潰走した。その後、徐盛は天候が回復した後に堂々と帰還することができた。
呂蒙は濡須の城塞に強力な弩1万を配備させ曹操軍を迎え撃った。曹操軍の孫観はこの弩によって射殺された。曹操軍の先鋒は陣を築いたが、呂蒙はこれを機として急襲し曹操軍を撃破した。3月、曹操軍はさらに再度周泰の部隊によって攻撃された。曹操軍の被害は大きく、一方全く戦果は得られなかったため曹操は撤退を決意した。曹操は夏侯惇を揚州方面26軍の総司令官に任命し曹仁・張遼らをつけて居巣に残し自らは撤退した。疫病により帰還の途上で王粲や建安七子の応瑒・陳琳・劉楨らが疫病により相次いで死亡した。曹操の大軍を撃退した功績により、孫権は呂蒙を左護軍・虎威将軍に、蔣欽を右護軍に、周泰を濡須督・平虜将軍に任命した。
この戦の後、孫権は謀略によっては使者の徐詳を派遣して漢に対し仮初めの臣従を申し出た。曹操はこれを受け入れた。

## 第四次戦役・三方面攻撃（222年 - 223年）

### 事前の経緯
219年には曹操が使者を派遣して孫権に同盟を申し出た。孫権はこれを受け入れ、曹操と同盟を結び共同で劉備を攻め、劉備軍の不意をつき荊州の諸郡を奪還し、関羽を討ち取った。
221年に曹操の子で魏の初代皇帝の曹丕は孫権を呉王にとりたてようとした。222年6月に1年近くの戦いの末に呉は蜀の遠征軍を打ち破る（夷陵の戦い）。ところでこの時魏は呉への援軍を名目に軍の南下を開始させていた。このような状況の中で呉内部には白帝城に逗留中の蜀の皇帝劉備を攻撃すべしという意見と、魏の派兵は呉を攻めるためのものであり、二正面作戦は危険であるため大至急蜀と和睦すべきとする慎重論が対立していた。陸遜は魏軍の南下が援軍などではなく呉を攻撃するための軍であることを見抜き、蜀攻撃の軍の撤退を上申した。孫権はこの意見を採用した。

### 戦いの経過
222年9月、孫権が孫登を人質に差し出さないのを理由に曹丕は呉討伐を開始した。曹丕は自ら指揮を執り許昌から出撃、他の諸将の軍も一斉に南下を開始した。11月には曹丕は宛城に入りこれを本営とし、曹休・張遼・臧覇の軍を洞口に、曹仁の軍を濡須口に、曹真・夏侯尚・張郃・徐晃らの軍を江陵にそれぞれ派遣した。
これに対して呉は呂範等の軍を洞口に派遣し、濡須口では守将の朱桓が防衛の指揮を執った。江陵では朱然が城に篭り防衛指揮を執り、孫盛の軍が朱然の救援に派遣された。

#### 洞口の戦い
222年11月、曹休と対峙していた呂範の水軍は突風とそれを機と読んだ曹休の攻撃により壊滅的な損害を受けた。その後、臧覇が快速船500艘と1万人の兵を率い、呉軍を襲撃し大勝したが、呉の全琮・徐盛は臧覇を反撃して破り、尹魯を討ち取り、曹休と張遼を打ち破った。

#### 江陵の戦い
曹真・夏侯尚らは数万以上の軍勢を率いて江陵を攻撃、辛毗はその軍師として従軍した。張郃は孫盛の救援軍を打ち破り、孫盛の陣地があった長江の中洲を占拠し、夏侯尚は中洲に陣地を設け、浮橋を作った。孫盛に代わり、諸葛瑾と潘璋が朱然の救援に派遣された。諸葛瑾は中洲を占拠したが、夏侯尚は火攻めで諸葛瑾を撃破し、朱然は孤立無援となった。
曹真・夏侯尚・辛毗・張郃・徐晃・満寵・文聘らが朱然が守る江陵を包囲した。土山を築いて矢を射掛けたり地下道を掘ったりして攻撃したが、朱然は兵を励まし、隙を窺い城外に出て魏軍の陣地2つを打ち破った。諸葛瑾は敗兵をかき集めて再度魏軍を攻撃した。潘璋が長江の上流に赴き、葦を刈って大きな筏を作り、気候が温暖となって川の流量が増えてきた時期に火を放って流し魏軍の浮橋を焼き払おうとする。
軍師として曹丕の側についていた董昭は、潘璋・諸葛瑾が二方面から攻撃をかけているのに対して夏侯尚の浮橋は一本しかないこと、時期的に長江の水かさが急激に上昇する可能性があることを指摘し、夏侯尚軍を撤退させることを提案した。潘璋は火攻の計画を実行に移す前に曹丕は勅命を下して夏侯尚を撤退させた。曹真・夏侯尚などは中洲から撤退、諸葛瑾は浮橋に攻撃をかけて魏軍を撤退に追い込んだ。朱然の江陵城籠城は半年余り及び内応騒ぎや疫病騒ぎが起きたものの朱然は内通者を処刑するなど問題に対処し、結局江陵城は落城しなかった。

#### 濡須口の戦い
曹仁と朱桓の対峙は長期間に及び、223年に入り、曹仁は兵を分散させさらに下流の濡須口と洞口の中間地点にあたる羡渓を攻撃すると喧伝した。これは朱桓の兵力を分散させ実際には全兵力で濡須口を攻撃しようという作戦であった。朱桓はこの計略に嵌り自らは濡須口に残り兵を分けて一隊を羡渓に派遣した。
曹仁は船で中洲に兵を上陸させ朱桓攻撃を開始した。この時、朱桓が手元に置いていた兵力は五千程で数万規模の大軍の曹仁軍に対して圧倒的に不利な状況であったが、朱桓は「戦というものは、兵力ではなく指揮官の質によって勝敗が決まるものだ。俺と曹丕では俺の方が遥かに優れているし、まして曹丕の部将の曹仁など問題にならない。それに曹仁の軍は遠征で疲弊しているし、地の利を得ているのはこちらの方だ」などと言って兵を叱咤激励すると、旗指物や陣太鼓の鳴り物を潜めさせ城の防御が実際よりもさらに弱くなっていると見せかけ曹仁の軍を誘い込んだ。
223年3月、曹仁は自らは後方で総指揮を執り、子の曹泰に濡須城を攻撃させ、将軍の常雕に諸葛虔・王双らの軍の指揮を任せ複数路から船に乗り朱桓軍の家族らがいる中洲を攻撃させた。朱桓は駱統・厳圭らの諸軍に命じて常雕軍の軍船を拿捕させ、さらにそれとは別に常雕に直接攻撃をかけさせた。朱桓自身は軍を率いて曹泰と対峙し、火攻めを以ってこれを退却させた。常雕は戦死し、王双は呉軍の捕虜となり、曹仁は撤退した(間もなく曹仁は病死)。曹仁軍の戦死者は千人を超えた。

### 戦後
223年3月、疫病が流行したこともあり魏軍は総退却した。また劉備は戦前に使者を呉に派遣し、呉との同盟関係を回復させ、呉と蜀が手を結び魏に対抗するという三国時代の基本的な構図があらためて成立することとなった。